# 布格兰瓦勒
布格兰瓦勒（法語：Bouglainval，法語發音：[buɡlɛ̃val]）是法国厄尔-卢瓦省的一个市镇，属于沙特尔区。

## 地理
布格兰瓦勒（48°33'51"N, 1°30'31"E）面积14.2 平方千米，位于法国中央-卢瓦尔河谷大区厄尔-卢瓦省，该省份为法国北部内陆省份，北起顺时针与厄尔省、伊夫林省、埃松省、卢瓦雷省、卢瓦-谢尔省、萨尔特省和奧恩省接壤。
与布格兰瓦勒接壤的市镇（或旧市镇、城区）包括：特朗布莱莱维拉日、沙尔坦维利耶、内龙、茹伊。

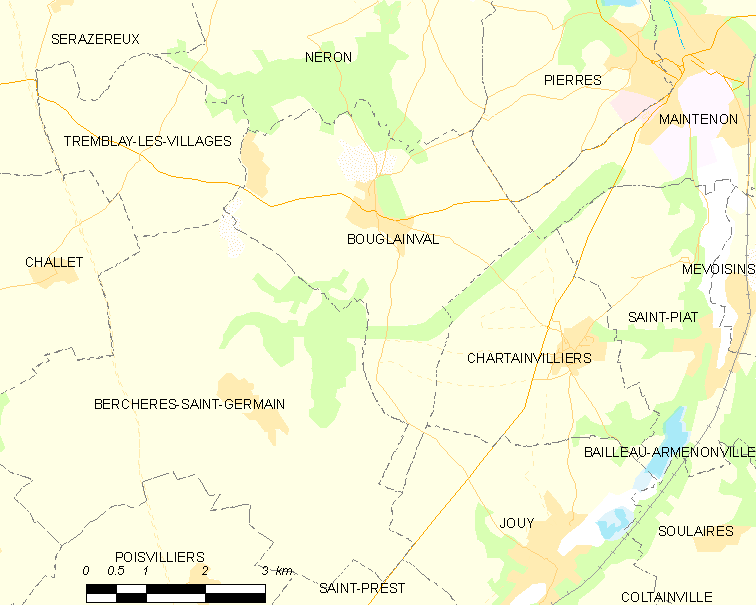
布格兰瓦勒的OSM定位图

布格兰瓦勒的时区为UTC+01:00、UTC+02:00（夏令时）。

## 行政
布格兰瓦勒的邮政编码为28130，INSEE市镇编码为28052。

## 政治
布格兰瓦勒所属的省级选区为埃佩尔农县。

## 人口

1962-2008年间布格兰瓦勒人口变化图示

布格兰瓦勒于2022年1月1日时的人口数量为737人。